# Бокх I
Бокх I — цар Мавретаніі в 118-91 до н. е., який намагався на початку Югуртинської війни налагодити союзні відносини з Римом.
У 106 до н. е. під впливом свого зятя Югурти вступив у війну на боці Нумідії, але зазнав кілька важких поразок у битвах з армією Гая Марія. У 105 до н. е. останній змусив його видати Югурту римлянам, за що Бокх був винагороджений поступкою частини Нумідії.
Бокх зав'язав дружні стосунки з квестором Суллою, який приїхав до нього за полоненим Югуртою.
Бокх і надалі зберігав лояльність по відношенню до Риму. Після смерті в 33 до н. е. його сина Бокха II Мавретанія була перетворена в римську провінцію.